# سيرجي زاليوتين
سيرجي زاليوتين (بالروسية: Залётин, Сергей Викторович)‏ (و. 1962 – م) هو طيار، ورائد فضاء، وعسكري من روسيا . ولد في شتشايوكينو .

## الخدمة العسكرية
خدم في القوات الجوية الروسية.

## جوائز
حصل على جوائز منها:
- بطل الاتحاد الروسي (وسام)
- Order For Services to the Fatherland 4th degree
- Medal "For Merit in Space Exploration".